# Gina Gerson
Gina Gerson (Prokópievsk, 17 de mayo de 1991) es una actriz pornográfica y modelo erótica rusa.

## Biografía
Gerson, nombre artístico de Valentina Lashkéyeva (Валентина Лашкеева), nació en la ciudad rusa de Prokópievsk, situada en el óblast de Kémerovo, en mayo de 1991, estando aún vigente la República Socialista Federativa Soviética de Rusia. Creció con su madre y su abuela. Después de superar el instituto, ingresó en la Universidad Estatal de San Petersburgo para estudiar Filología, especializándose en inglés y francés, con el objetivo de llegar a ser profesora.
Mientras estudiaba en la Universidad, trabajó como camarera, limpiadora, en el servicio de mensajería, etc. En 2010 comenzó a trabajar como chica web cam. En 2012 empezó a realizar sesiones como modelo pornográfica, que le llevaron a abandonar la Universidad y trasladarse a Budapest (Hungría), donde comenzaría su carrera pornográfica ese año, a los 21 años de edad.
Ha trabajado para productoras europeas y estadounidenses como Tushy, Private, Evil Angel, Girlfriends Films, SexArt, 21Sextury, X-Art, Reality Kings, Digital Playground, Girlsway, Mofos, Viv Thomas o Video Marc Dorcel.
Gina Gerson se considera abiertamente bisexual. Se define a sí misma como una persona limpia de humos, que no toma alcohol ni drogas y vegetariana.
En 2015 recibió dos nominaciones en los Premios AVN en las categorías de Artista femenina extranjera del año, que perdió contra Anissa Kate, y de Mejor escena de sexo en producción extranjera por la película Ballerina by Day Escort by Night.
En 2016 volvió a los AVN con otra nominación a la Mejor escena de sexo en producción extranjera por Do Not Disturb.
En octubre de 2020 anunció la publicación de su autobiografía Gina Gerson – Success Through Inner Power and Sexuality, en el que narró sus primeros años de vida, su carrera y los secretos de su éxito en la industria para adultos, abriéndose en su parcela personal y hablando de dificultades, de disciplina y de cómo pasó de ser una estudiante con problemas a ser una reconocida artista del cine para adultos.
Ha rodado más de 970 películas como actriz.
Algunas películas de su filmografía son 5 Incredible Orgies 2, Anal Attraction 5, Elegant Anal, Long Dick of the Law, Perry's DPs 5, PerryVision 3, Private Lessons, Rocco One On One 2 o Virgin's First Time.

## Premios y nominaciones
| Año  | Ceremonia           | Resultado | Premio                                                       | Trabajo                                          |
| ---- | ------------------- | --------- | ------------------------------------------------------------ | ------------------------------------------------ |
| 2015 | Premios AVN         | Nominada  | Artista femenina extranjera del año                          | —                                                |
| 2015 | Premios AVN         | Nominada  | Mejor escena de sexo en producción extranjera                | Ballerina by Day Escort by Night                 |
| 2016 | Premios AVN         | Nominada  | Mejor escena de sexo en producción extranjera                | Do Not Disturb                                   |
| 2017 | Premios AVN         | Nominada  | Mejor escena de sexo en producción extranjera                | Lea Guerlin: First Night in the Girls' Dormitory |
| 2018 | Premios AVN         | Nominada  | Artista femenina extranjera del año                          | —                                                |
| 2018 | Spank Bank Awards   | Nominada  | Airtight Angel of the Year                                   | —                                                |
| 2018 | Spank Bank Awards   | Nominada  | Bionic Butthole                                              | —                                                |
| 2018 | Spank Bank Awards   | Nominada  | Doctoral Degree in Dildology                                 | —                                                |
| 2018 | Premios XBIZ        | Nominada  | Artista femenina extranjera del año                          | —                                                |
| 2018 | Premios XBIZ Europa | Nominada  | Mejor escena de sexo glamcore                                | Glamkore: Gina Gerson                            |
| 2018 | Premios XRCO        | Nominada  | Artista femenina extranjera del año                          | —                                                |
| 2019 | Premios AVN         | Nominada  | Artista femenina extranjera del año                          | —                                                |
| 2019 | Premios AVN         | Nominada  | Mejor escena de sexo lésbico grupal en producción extranjera | Lil' Gaping Lesbians 8                           |
| 2019 | Spank Bank Awards   | Nominada  | BBC Queen of the Year                                        | —                                                |
| 2019 | Spank Bank Awards   | Nominada  | European Enchantress of the Year                             | —                                                |
| 2019 | Spank Bank Awards   | Nominada  | Golden Shower Goddess of the Year                            | —                                                |
| 2019 | Spank Bank Awards   | Nominada  | Indestructable Butthole                                      | —                                                |
| 2019 | Spank Bank Awards   | Nominada  | Most Adorable Sexual Deviant                                 | —                                                |
| 2019 | Spank Bank Awards   | Nominada  | Most Enthusiastic Fuck Bunny                                 | —                                                |
| 2019 | Spank Bank Awards   | Nominada  | Two Hot Dogs in a Hallway                                    | —                                                |
| 2020 | Premios XBIZ Europa | Nominada  | Mejor escena de sexo glamcore                                | Tease!                                           |